# ليونغ شيونغ
ليونغ شيونغ ( مواليد 1918 - 1978) لاعب فنون قتالية صيني ومعلم لأسلوب الوينج تشون، ويعرف بأنه أول وأكبر طالب لـ ييب مان في هونغ كونغ.

## حياته
قبل لقاء ييب مان، تدرب ليونغ شيونغ على العديد من أساليب الكونغ فو بما في ذلك أسلوب تشوي لي فوت و باك مي و أسلوب التنين الجنوبي  في عام 1950، تم تقديم ليونغ، إلى جانب لوك يو و لاو مينغ، وجميع أعضاء نقابة عمال مطعم كولون، إلى ييب مان بواسطة لي مان. كأول طالب لـ ييب مان في هونغ كونغ، كان يطلق على ليونغ الأخ الأكبر للكونغ فو لطلاب ييب مان الآخرين. جميعهم، بمن فيهم بروس لي، أظهروا له احترامًا كبيرًا.

## إنشاءه لمدرسة الوينغ تشون
بدأ ليونغ شيونغ في تعليم الوينغ تشون علنًا. كان أحد الطلاب القلائل الذين شجعهم ييب مان على فتح مدرسة والبدء في التدريس.